# Knockout Kings 2002
Knockout Kings 2002 est un jeu vidéo de boxe sorti en 2002 sur Xbox et PlayStation 2. Le jeu a été développé par Black Ops Entertainment et édité par Electronic Arts.
Il fait partie de la série Knockout Kings.

## Personnages jouables
| Poids lourds - Mohamed Ali - Eric "Butterbean" Esch - Joe Frazier - Evander Holyfield - Vitali Klitschko - Wladimir Klitschko - Lennox Lewis | Poids moyens - Oba Carr - Rubin Carter - Oscar De La Hoya - Bernard Hopkins - Sugar Ray Robinson - Félix Trinidad - Fernando Vargas | Poids légers - Roberto Durán - Zab Judah - Sugar Ray Leonard - Floyd Mayweather Jr. - Barry McGuigan |